# Baurci, Găgăuzia
Baurci (în găgăuză Baurçu) este un sat din Unitatea Teritorială Administrativă Găgăuzia, Republica Moldova. Face parte din raionul Ceadîr-Lunga al Găgăuziei. Populația localității este de 8.783 de locuitori (2004).

## Geografie
Pe drumul Congaz-Baurci, la 2 km de podul peste râul Ialpug (ocolul silvic Congaz, Congaz, parcela 38, subparcela 12), este amplasat aflorimentul Baurci, arie protejată din categoria monumentelor naturii de tip geologic sau paleontologic.

## Demografie

### Structura etnică
Structura etnică a localității conform recensământului populației din 2004:
| Grup etnic                    | Populație | % Procentaj |
| ----------------------------- | --------- | ----------- |
| Găgăuzi                       | 8597      | 97,88%      |
| Băștinași declarați Moldoveni | 53        | 0,60%       |
| Ruși                          | 44        | 0,50%       |
| Bulgari                       | 41        | 0,47%       |
| Ucraineni                     | 29        | 0,33%       |
| Țigani                        | 15        | 0,17%       |
| Alții                         | 4         | 0,05%       |
| Total                         | 8783      | 100%        |

## Administrație și politică
Componența Consiliului local Baurci (17 consilieri), ales la 5 noiembrie 2023, este următoarea:
|  | Partid                                       | Consilieri | Componență | Componență | Componență | Componență | Componență | Componență |
|  | -------------------------------------------- | ---------- | ---------- | ---------- | ---------- | ---------- | ---------- | ---------- |
|  | Partidul „Renaștere”                         | 6          |            |            |            |            |            |            |
|  | Candidat independent ANDREI TERZI            | 1          |            |            |            |            |            |            |
|  | Candidat independent CONSTANTIN CALPACCI     | 1          |            |            |            |            |            |            |
|  | Candidat independent HARLAMPI CHIRLI         | 1          |            |            |            |            |            |            |
|  | Candidat independent NICOLAI CERNIOGLO       | 1          |            |            |            |            |            |            |
|  | Candidat independent DANIL PAȘALÎ            | 1          |            |            |            |            |            |            |
|  | Candidat independent SERGHEI COLTUCLU        | 1          |            |            |            |            |            |            |
|  | Candidat independent DMITRI OSTRIOGLO        | 1          |            |            |            |            |            |            |
|  | Candidat independent PIOTR CARAPIREA         | 1          |            |            |            |            |            |            |
|  | Partidul Socialiștilor din Republica Moldova | 1          |            |            |            |            |            |            |
|  | Candidat independent ARSENI CARAPIREA        | 1          |            |            |            |            |            |            |
|  | Candidat independent NICOLAI CARAPIREA       | 1          |            |            |            |            |            |            |